# Râul Slatina, Apa Mare
Râul Slatina este un curs de apă afluent al râului Apa Mare

## Hărți
- Harta județului Timiș
- Harta interactivă a județului Arad